# شهرستان له ماسکوتن
شهرستان له ماسکوتن (به انگلیسی: Les Maskoutains Regional County Municipality) یک منطقهٔ مسکونی در کانادا است که در ناحیه مونترژی واقع شده‌است. شهرستان له ماسکوتن ۱٬۳۱۳٫۹۰ کیلومتر مربع مساحت و ۸۴٬۲۴۸ نفر جمعیت دارد.